# 参宿增十二
獵戶座33，又名BD+03 948，HD 36351、SAO 112861、HR 1842，是獵戶座的一颗恒星，视星等为5.46，位于銀經200.48，銀緯-16.17，其B1900.0坐标为赤經5h 25m 59.6s，赤緯+3° -16.17′ 58″。